# Made in Paris
Made in Paris (br.: Feita em Paris / pt.:Modelos de Paris) é um filme estadunidense de 1966, dos gêneros comédia e romance, dirigido por Boris Sagal, roteirizado por Stanley Roberts, música de George Stoll e Robert Van Eps. As filmagens foram nos estúdios da MGM.

## Elenco
- Ann-Margret....... Maggie Scott
- Louis Jourdan....... Marc Fontaine
- Richard Crenna....... Herb Stone
- Edie Adams....... Irene Chase
- Chad Everett....... Ted Barclay
- John McGiver....... Roger Barclay
- Marcel Dalio....... Georges
- Mathilda Calnan....... Cecile (as Matilda Calnan)
- Jacqueline Beer....... Denise Marton
- Marcel Hillaire....... Atendente
- Michele Montau....... Elise
- Reta Shaw....... Cantora do Bar Americano

## Sinopse
Maggie Scott é chefe de compras de uma loja norte-americana de roupas finas e, ao ser promovida, é enviada a Paris para renovar o contrato de exclusividade com o famoso costureiro francês Marc Fontaine. Ela é confundida por Fontaine com a funcionária anterior, Irene Chase, que tinha um romance com ele e com a confusão que se forma, o figurinista fica ofendido e liga para os Estados Unidos cancelando o contrato. Imediatamente, o filho do patrão de Maggie e apaixonado por ela, Ted Barclay, viaja também para Paris para ajudá-la. E os três se envolvem num agitado triângulo amoroso.

## Produção
A MGM anunciou o filme em fevereiro de 1964. Doris Day era a escolhida para a protagonista mas não gostou do roteiro. Dai Ann-Margret (que havia filmado Once a Thief e The Cincinnati Kid para a MGM) assinou para ser a estrela da produção.
Bob Crane, que tinha filmado o episódio-piloto de Hogan's Heroes, recebeu uma oferta para interpretar o jornalista. O papel acabou ficando para Richard Crenna.
Richard Chamberlain foi cotado para o papel do filho do dono da loja. Entrou em seu lugar o contratado da MGM Chad Everett.
Louis Jourdan assinou para interpretar o protagonista

## Moda
As roupas usadas por Edie Adams, Ann-Margret e as manequins na passarela foram criadas pela figurinista Helen Rose.
O desfile de moda de Fontaine trouxe a linha "Golden Avalanche" de Helen Rose.

## Música
- ‘Lottie’ – Count Basie Orchestra
- ‘Skol Sister’ – Count Basie Orchestra

A música Jazz está na maior parte da trilha sonora do filme. Ann-Margret realiza uma dança com a banda

## Recepção
MGM ficou bem impressionada com a atuação de Crenna e assinou com ele para três outros filmes.
Los Angeles Times disse que o filme "não era o clássico jogo como Gigi" apesar de Ann-Margret "dar tudo dela "

## Citações
(Em tradução livre)
Maggie – “Não, eu sou apenas uma garota americana comum que tem a ideia tola de morar num subúrbio com o homem que eu amo e ter filhos, e talvez ter uma perua e dois grandes cães felpudos com olhos cobertos por pelos. Tenho certeza que você acha que é "quadrado", Senhor Barclay.”
Herb Stone – “Qualquer garota americana hoje tem dois comportamentos morais completamente diferentes. De volta aos Estados Unidos, uma moça, como Maggie, acompanha todos os passos mas ela tem em mente apenas uma coisa, um anel de casamento. Bem, aqui em Paris, ela não tem chance de casar daí ela deixa seu cabelo baixo. Faz todas as coisas que sempre quis fazer. E vai além, fazendo um pouco das coisas que nunca achou que faria”.
Mark Fontaine – “Você sabe o que realmente quer, Maggie? Você quer uma noite emocionante de "quase". Sim, quase romance, quase amor, quase sexo. Maggie, eu lhe disse que Paris daria tudo que quisesse. Você entendeu. E me colocou na posição de guia. Muito bem, muito bem. Eu espero ter lhe dado um serviço adequado, Senhorita Scott. Agora nós lhe daremos nossa melhor imitação de romance, o que você gostaria de ver agora? A Torre  Eiffel? O Arco do Triunfo? Oh, eu conheço o museu de cera. Sexo, luxúria, paixão, mas nada real, nada real, Senhorita Scott. Apenas do jeito que gosta. Tudo falso”.
(Sagal, B. (Director). (1966). Made in Paris [Motion picture]. United States. )